# Imperial Beach
Imperial Beach és una ciutat dels Estats Units a l'estat de Califòrnia. Segons una estimació del 2006 tenia 29.992 habitants.

## Demografia
Segons el cens del 2000, Imperial Beach tenia 26.992 habitants, 9.272 habitatges, i 6.453 famílies. La densitat de població era de 2.440,7 habitants/km².
Dels 9.272 habitatges en un 40,2% hi vivien nens de menys de 18 anys, en un 45,2% hi vivien parelles casades, en un 18,1% dones solteres, i en un 30,4% no eren unitats familiars. En el 21,4% dels habitatges hi vivien persones soles el 5,5% de les quals corresponia a persones de 65 anys o més que vivien soles. El nombre mitjà de persones vivint en cada habitatge era de 2,84 i el nombre mitjà de persones que vivien en cada família era de 3,3.
Per edats la població es repartia de la següent manera: un 29,4% tenia menys de 18 anys, un 13,9% entre 18 i 24, un 32,3% entre 25 i 44, un 16,8% de 45 a 60 i un 7,5% 65 anys o més.
L'edat mediana era de 29 anys. Per cada 100 dones de 18 o més anys hi havia 98,4 homes.
La renda mediana per habitatge era de 35.882 $ i la renda mediana per família de 37.352 $. Els homes tenien una renda mediana de 29.692 $ mentre que les dones 24.201 $. La renda per capita de la població era de 16.003 $. Entorn del 14,1% de les famílies i el 18,8% de la població estaven per davall del llindar de pobresa.

## Poblacions properes
El següent diagrama mostra les poblacions més properes.